# Funicularia
Funicularia là một chi rêu trong họ Corsiniaceae.